# Carabanchel Bajo
Carabanchel Bajo va ser un municipi espanyol de la província de Madrid. Va existir fins a 1948, quan va ser annexionat a Madrid alhora que Carabanchel Alto.
Ubicat sobre terrasses formades per l'erosió del riu Manzanares, el seu terme municipal limitava al nord amb Madrid, a l'est amb Villaverde, al sud-est amb Leganés, al sud amb Carabanchel Alto i a l'oest amb Pozuelo de Alarcón. Amb el seu veí homònim, Carabanchel Alto, en conjunt eren coneguts com «Los Carabancheles». L'origen del seu nom no és clar, hom afirma que procedia del pas de caravanes des de Madrid, una teoria sense fonaments, mentre que una altra possibilitat es que procedeixi de la paraula «garbanzal» (en català, camp de cigrons) o «carab», que significa terra conreable. De fet, de Carabanchel procedien bona part dels cigrons que es consumien a la veïna vila de Madrid.
S'ha constatat que el territori que ocupava el terme municipal de Carabanchel Bajo va estar ocupat des de la prehistòria, i també va haver-hi assentaments romans. Quant al nucli urbà, no està tan clar, sembla que els seus orígens haurien estat unes cases construïdes al costat de l'ermita de Santa María de la Antigua, datada del segle XIII. No obstant això, sembla que va créixer especialment a partir de la decisió de Felip II de traslladar la cort de Valladolid a Madrid de manera definitiva, tot i que tampoc el feu créixer de manera decisiva. El 1575 tenia 250 veïns, la gran majoria hortolans i jornalers. El 1840 era encara una població força petita, que tenia 130 cases repartides en sis carrers, dos carrerons, una plaça i una placeta. A finals de segle, en canvi, la població havia augmentat, i en el cens de 31 de desembre de 1887 tenia una població de fet de 3.265 habitants, dels quals 1.774 residien al nucli urbà i la resta repartits entre els seus barris, coneguts com Los Mataderos o de Guzmán el Bueno, Extremadura, Getafe i La Colonia.
Segons Ortega, al voltant de la dècada del 1920, la seva població encara no havia assolit els 4.000 habitants, i aquesta es dedicava sobretot a indústria i comerç, i en menor mesura a l'agricultura. L'activitat primària se centrava en hortalisses, fruites, cereals, prats, cigrons, garrofes i guixeres, i la cria d'ovelles, porcs i cabres. Pel que fa al sector industrial i comercial, en destaca el comerç d'aiguardents, la fabricació de sabons, pastes de sopa i postres, embotits, mistos, hules, ceràmica, maons, assaonats i botons i insígnies per a l'exèrcit. Va ser molt habitual, per la seva proximitat a la capital, que moltes famílies madrilenyes hi anessin a estiuejar o passar temporades pels seus bons aires, tranquil·litat, jardins i flors. També disposava d'alguns establiments benèfics com el Col·legi Asil de Santa Cruz.
Durant el franquisme, es va afavorir políticament la incorporació de diverses poblacions al municipi de Madrid, i el 1948 es van ser annexionats Carabanchel Bajo i Carabanchel Alto.
Fills il·lustres:
- María Ignacia Ibáñez (1745-1771), actriu.[2]